# Antoni Szcześniak

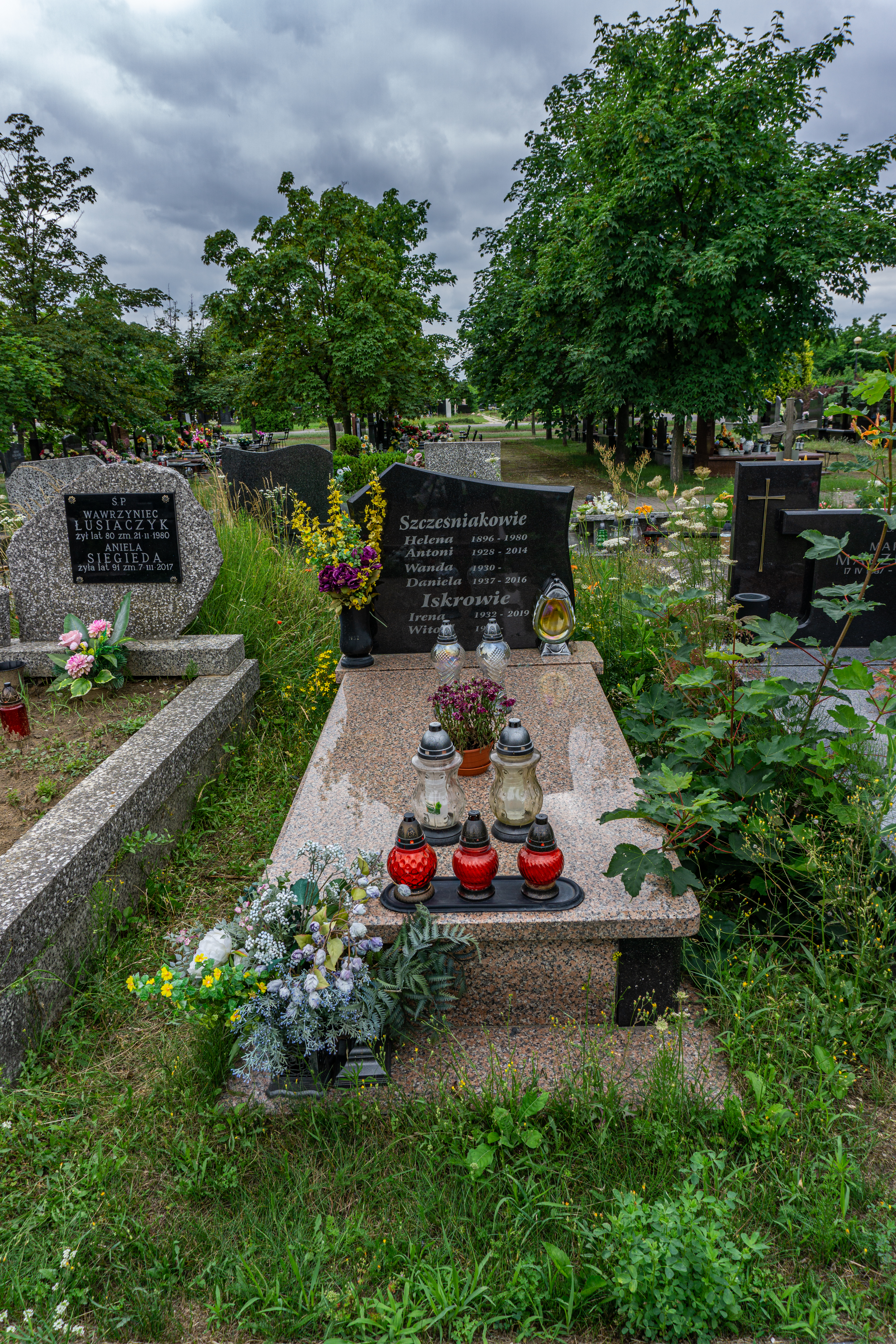
Grób Antoniego Szcześniaka na cmentarzu Komunalnym Północnym w Warszawie

Antoni B. Szcześniak (ur. 1928, zm. 13 maja 2014 w Warszawie) – polski historyk, pułkownik Wojska Polskiego.

## Życiorys
Był pracownikiem naukowym Zakładu Doktryn Politycznych XX w. oraz Katedry Doktryn Politycznych i Stosunków Międzynarodowych w Wojskowej Akademii Politycznej oraz Wojskowego Instytutu Historycznego.
Współautor głośniej książki Droga do nikąd: działalność Organizacji Ukraińskich Nacjonalistów i jej likwidacja w Polsce. Książka była uzupełnioną wersją jego pracy doktorskiej. Droga do nikąd została szybko wycofana ze sprzedaży. Wydział Propagandy KC PZPR uznał, iż "książka jest szkodliwa dla bieżącej propagandy partyjnej i że należy ograniczyć zasięg jej oddziaływania" i "może być wykorzystana propagandowo przez emigrację ukraińską w walce przeciw systemowi radzieckiemu".
W latach 80. był zastępcą komendanta Wojskowego Instytutu Medycyny Lotniczej do spraw politycznych.
Został pochowany na warszawskim Cmentarzu Północnym.

## Wybrane publikacje
- Doktryny polityczne krajów Trzeciego Świata : problemy władzy, Warszawa: Wojskowa Akademia Polityczna im. F. Dzierżyńskiego 1968.
- Doktryna rozwoju społeczno-ekonomicznego krajów Trzeciego Świata, Warszawa: Wojskowa Akademia Polityczna 1969.
- (współautor: A. Reiss), Problemy państwa i władzy w myśli politycznej PPR i PPS w latach 1924-1948: wybór dokumentów, Warszawa: Wojskowa Akademia Polityczna im. F. Dzierżyńskiego. Zakład Doktryn Politycznych i Ustrojów Państwowych XX w. 1969.
- Lenin a światowy proces rewolucyjny: materiał poradniczy, Warszawa: Towarzystwo Przyjaźni Polsko-Radzieckiej 1970.
- Wybór materiałów do problemów społeczno-politycznych Trzeciego Świata, Warszawa: Wojskowa Akademia Polityczna im. F. Dzierżyńskiego 1971.
- Historia doktryn politycznych: materiały źródłowe, wyboru dokonali A. Reiss, F. Ryszka, A. Szcześniak, Warszawa: Państwowe Wydawnictwo Naukowe 1972.
- (współautor: Wiesław Z. Szota) Droga do nikąd: działalność Organizacji Ukraińskich Nacjonalistów i jej likwidacja w Polsce, Warszawa: MON 1973 (wyd. 2 Wojna polska z UPA: droga do nikąd, Warszawa: Bellona 2013).
- Wojskowy Instytut Medycyny Lotniczej, Warszawa: MON 1988.